# Günther Mader
Günther Mader (* 24. Juni 1964 in Matrei am Brenner, Tirol) ist ein ehemaliger österreichischer Skirennläufer. Er ist einer jener fünf männlichen Skirennläufer, die Siege in allen alpinen Disziplinen erringen konnten; dabei wurde er auch in jeder Disziplinenwertung und im Gesamtweltcup zumindest Zweiter. Je einmal gewann er die Disziplinenwertung im Riesenslalom und in der Kombination. Bei Alpinen Skiweltmeisterschaften gewann er insgesamt sechs Medaillen, bei den Olympischen Winterspielen 1992 die Bronzemedaille in der Abfahrt.

## Karriere
Mader startete 1982 zum ersten Mal im Skiweltcup und gewann bis zu seinem Rücktritt 1998 insgesamt 14 Weltcuprennen. Er ist einer von nur fünf männlichen Skirennläufern, die in jeder alpinen Disziplin mindestens ein Weltcuprennen gewannen. In der Weltcup-Gesamtwertung wurde er zweimal Zweiter und zwischen 1989 und 1996 insgesamt sechsmal bester Österreicher.
Seine erste Medaille war Silber im Weltmeisterschafts-Slalom am 8. Februar 1987 in Crans-Montana, wobei ihm noch der Sprung von Rang 8 in die 2. Position gelang.
Im März 1998 erlitt er, nur 13 Tage nach seinem Rücktritt vom Rennsport, einen Schlaganfall, durch den seine rechte Körperhälfte gelähmt war und er 85 % seines Sprachschatzes verlor. Er erholte sich aber wieder weitestgehend davon. Nach der Genesung von seinem Schlaganfall schrieb er ein Buch mit dem Titel „ÜberLeben“, in dem er seine Karriere, seinen Schlaganfall und sein Werken als Rennsportchef beschrieb. Heute ist Mader Rennsportchef der Skifirma Salomon Österreich.

## Erfolge

### Olympische Spiele
- Albertville 1992: 3. Abfahrt

### Weltmeisterschaften
- Crans-Montana 1987: 2. Slalom, 3. Kombination
- Vail 1989: 3. Kombination
- Saalbach-Hinterglemm 1991: 3. Kombination
- Sierra Nevada 1996: 3. Kombination
- Sestriere 1997: 3. Super-G

### Weltcupwertungen
Günther Mader gewann je einmal die Disziplinenwertung im Riesenslalom und in der Kombination.
| Saison  | Gesamt | Gesamt | Abfahrt | Abfahrt | Super-G | Super-G | Riesenslalom | Riesenslalom | Slalom | Slalom | Kombination | Kombination |
| Saison  | Platz  | Punkte | Platz   | Punkte  | Platz   | Punkte  | Platz        | Punkte       | Platz  | Punkte | Platz       | Punkte      |
| ------- | ------ | ------ | ------- | ------- | ------- | ------- | ------------ | ------------ | ------ | ------ | ----------- | ----------- |
| 1982/83 | 56.    | 15     | –       | –       | –       | –       | 25.          | 15           | –      | –      | –           | –           |
| 1983/84 | 33.    | 51     | –       | –       | –       | –       | 15.          | 37           | 40.    | 3      | 18.         | 11          |
| 1984/85 | 59.    | 16     | –       | –       | –       | –       | 26.          | 16           | –      | –      | –           | –           |
| 1985/86 | 10.    | 143    | –       | –       | 11.     | 22      | 13.          | 24           | 8.     | 66     | 7.          | 33          |
| 1986/87 | 13.    | 83     | –       | –       | 7.      | 29      | 20.          | 12           | 8.     | 42     | –           | –           |
| 1987/88 | 4.     | 189    | 48.     | 2       | 10.     | 24      | 5.           | 57           | 2.     | 69     | 2.          | 37          |
| 1988/89 | 25.    | 58     | 27.     | 8       | 11.     | 20      | 16.          | 12           | 17.    | 18     | –           | –           |
| 1989/90 | 3.     | 213    | –       | –       | 2.      | 71      | 1.           | 96           | 16.    | 31     | 5.          | 15          |
| 1990/91 | 7.     | 117    | 33.     | 5       | 5.      | 26      | 7.           | 35           | 15.    | 36     | 3.          | 15          |
| 1991/92 | 6.     | 797    | 10.     | 286     | 3.      | 286     | 33.          | 48           | 21.    | 97     | 11.         | 80          |
| 1992/93 | 4.     | 826    | 13.     | 192     | 2.      | 307     | 33.          | 26           | 18.    | 101    | 2.          | 200         |
| 1993/94 | 4.     | 820    | 32.     | 65      | 5.      | 202     | 8.           | 295          | 11.    | 176    | 5.          | 82          |
| 1994/95 | 2.     | 775    | 11.     | 221     | 2.      | 250     | 9.           | 212          | 33.    | 32     | 6.          | 60          |
| 1995/96 | 2.     | 991    | 2.      | 407     | 11.     | 157     | 13.          | 172          | 25.    | 75     | 1.          | 180         |
| 1996/97 | 14.    | 611    | 26.     | 85      | 10.     | 176     | 11.          | 186          | 29.    | 64     | 2.          | 100         |
| 1997/98 | 26.    | 332    | 30.     | 56      | 14.     | 108     | 22.          | 105          | 27.    | 57     | –           | –           |

### Weltcupsiege
| Datum             | Ort                    | Land        | Disziplin    |
| ----------------- | ---------------------- | ----------- | ------------ |
| 21. Februar 1986  | Wengen                 | Schweiz     | Kombination  |
| 2. März 1986      | Geilo                  | Norwegen    | Slalom       |
| 20. März 1988     | Åre                    | Schweden    | Kombination  |
| 2. Dezember 1989  | Mont Sainte-Anne       | Kanada      | Riesenslalom |
| 30. Jänner 1990   | Les Menuires           | Frankreich  | Super-G      |
| 6. Jänner 1991    | Garmisch-Partenkirchen | Deutschland | Super-G      |
| 8. März 1992      | Panorama               | Kanada      | Super-G      |
| 28. März 1993     | Whistler               | Kanada      | Super-G      |
| 27. November 1993 | Park City              | USA         | Riesenslalom |
| 12. Dezember 1993 | Val-d’Isère            | Frankreich  | Super-G      |
| 16. Jänner 1995   | Kitzbühel              | Österreich  | Super-G      |
| 13. Jänner 1996   | Kitzbühel              | Österreich  | Abfahrt      |
| 14. Jänner 1996   | Kitzbühel              | Österreich  | Kombination  |
| 12. Jänner 1997   | Chamonix               | Frankreich  | Kombination  |

## Auszeichnungen
- 1998: Silbernes Ehrenzeichen für Verdienste um die Republik Österreich

## Belege
1. ↑  http://www.besserlaengerleben.at/gesund-und-fit/schicksale-kann-man-besiegen.html

| Personendaten    | Personendaten                  |
| ---------------- | ------------------------------ |
| NAME             | Mader, Günther                 |
| KURZBESCHREIBUNG | österreichischer Skirennläufer |
| GEBURTSDATUM     | 24. Juni 1964                  |
| GEBURTSORT       | Matrei am Brenner, Österreich  |